# Friedrich Laun (Geistlicher)
Friedrich Laun, Taufname Melchior Christoph Friedrich Maria (* 6. Juni 1860 in Wasseralfingen, heute Stadt Aalen; † 15. September 1931 in Rottenburg), war ein deutscher Pfarrer der römisch-katholischen Kirche, Domkapitular von Rottenburg, päpstlicher Ehrenprälat und Historiker.

## Leben und Wirken
Friedrich Laun war der Sohn des Friedrich Laun aus Unterkochen, der als Hüttenschreiber (Buchhalter) im Hüttenwerk Wasseralfingen tätig war, und der Franziska geb. Harsch aus Abtsgmünd. Nach dem Besuch des Gymnasiums Ellwangen studierte er an der Universität Tübingen Philosophie und Theologie, unter anderem bei Felix Himpel, Paul Schanz, Franz Xaver Funk, Johannes Evangelist Kuhn und Franz Xaver von Linsenmann. 1883 bezog er das Priesterseminar Rottenburg und wurde am 5. Juni 1884 durch Bischof Karl Joseph von Hefele zum Priester geweiht. Im gleichen Jahr wurde er Vikar in St. Martin in Cannstatt, 1886 Repetent im Tübinger Wilhelmsstift, 1891 Pfarrer in Reutlingen, 1895 Kaplan in St. Maria (Stuttgart), dazu 1897 Schulinspektor für den Bezirk Stuttgart, 1908 Pfarrer der Schönenbergkirche bei Ellwangen, dazu 1908 Kämmerer des Landkapitels Ellwangen, 1910 Domkapitular und bis 1913 Dompfarrer in Rottenburg.
Als Domkapitular übernahm Friedrich Laun die Referate für Caritas und für die Ordensgemeinschaften in der Diözese Rottenburg sowie das Amt des Pönitentiars. Davon beanspruchte ihn insbesondere die Sorge um die Ordensgemeinschaften, weil nach 1918 die Gründung von Männerklöstern möglich geworden war und die durch die Säkularisation aufgehobenen Abteien Neresheim und Weingarten wiederbelebt wurden. Laun begleitete die Gründung einiger weiterer Männer- und Frauengemeinschaften, am intensivsten von 1921 an die Franziskanerinnen von Ellwangen (St. Anna-Schwestern).
Neben seinen beruflichen Aufgaben als Geistlicher und Funktionär der Diözese ging Friedrich Laun seinen kulturellen und zumal geschichtlichen Interessen nach. Er war 1904 Gründungsmitglied des Geschichts- und Altertumsvereins Ellwangen, trug zum Aufbau des Schlossmuseums im Schloss ob Ellwangen bei und initiierte die Gründung der Diözesanbibliothek Rottenburg 1916. Grundlage hierfür war die umfangreiche Kunst- und Büchersammlung der Ellwanger Kunstmaler Anton und August Stubenvoll, die Laun 1904 geerbt hatte und um seine eigenen Bücher und Devotionalien ergänzte.
Friedrich Laun verfasste kleinere Beiträge über die Wallfahrten und Bruderschaften der Diözese Rottenburg, das Priesterseminar auf dem Schönenberg und einen Ellwanger Hexenprozess von 1614. Sein historisches Hauptwerk blieb ungedruckt, nämlich die Edition der Lehenbücher der Fürstpropstei Ellwangen. Als Laun 1910 ins Domkapitel berufen wurde, überließ er das anderthalb tausend Seiten starke Manuskript dem Geschichtsverein Ellwangen, der ihm dafür die Ehrenmitgliedschaft verlieh, mit der vorgesehenen Drucklegung indes überfordert war. Launs gedruckte Monographien dienten der Laienkatechese.
Friedrich Laun galt als außergewöhnlich belesen und sprachbegabt; er übersetzte aus dem Französischen und eignete sich tiefe Kenntnisse der russischen Sprache und Kultur an. Er unternahm Reisen; regelmäßig besuchte er das Jesuitenkolleg in Feldkirch. In seiner Büroarbeit unterstützten ihn seine beiden Schwestern. Am 18. September 1931 wurde Friedrich Laun bei der Sülchenkirche bestattet.

## Ehrungen
- Ehrendoktorwürde der katholisch-theologischen Fakultät der Universität Tübingen (1928)
- Ernennung zum Päpstlichen Hausprälaten (1925)
- Ehrenmitgliedschaft des Geschichts- und Altertumsvereins Ellwangen (1910)

## Schriften

### Monographien
- Ausführliche katholische Antworten auf 33 Fragen über die Unterscheidungslehren der evangelischen und katholischen Kirche. 6. Aufl. Bader, Rottenburg a. N., 1905.
- Sursum corda! Empor die Herzen! Gebet- und Andachtsbuch für katholische Christen nebst einem Anhange von Liedern. A. Riffarth, Mönchengladbach und New York 1898, nachgedruckt 1899 und 1900.
- Moderne Theosophie und katholisches Christentum, nach einem am 11. November 1919 im katholischen Frauenbund Stuttgart gehaltenen Vortrag. Bader, Rottenburg a. N., 1. Aufl. 1920, 2. Aufl. 1921.

### Aufsätze
- Wallfahrtsbilder und Wallfahrtsorte der Diözese Rottenburg, sowie deren Bruderschaften. In: Rottenburger Monatschrift für praktische Theologie. Band 6, 1922/23, H. 2, S. 26–31; S. 49–55; S. 73–78; S. 97–100.
- Geschichte des Priesterseminars auf dem Schönenberg bei Ellwangen. In: Ellwanger Jahrbuch. Band 4, 1914, S. 14–49.
- Die Gegenschreiberin. In: Ellwanger Jahrbuch. Band 2, 1911, S. 79–85.

### Übersetzung
- Étienne Jouve: Der heilige Antonius in Toulon und das Brot der Armen: Erzählung eines Augenzeugen. Autorisirte deutsche Ausgabe nach der 9. Aufl. des französ. Originals von F. M. Laun. Roth, Stuttgart, 1897.